# Apamea coloradensis
Apamea coloradensis là một loài bướm đêm trong họ Noctuidae.